# U4 (Hamburg)
La U4 és una línia del metro d'Hamburg que mesura 11,906 km i té 11 estacions. Connecta el barri de Billstedt a l'est de la ciutat estat via el centre amb el barri nou de l'Hafencity-Universität a l'est. És la línia més nova que va estrenar-se el 9 de desembre del 2012. Encara queda inacabada. De les 11,906 km de la seva llargada, només dues estacions i 3,858 km són realment nous, i des de l'estació Jungfernstieg segueix la línia U2 cap a Billstedt. El seu color és turquesa fosc.
L'Hamburg Hochbahn AG o HHA explota la línia, en coordinació amb Hamburger Verkehrsverbund (HVV), creada el 1965 que ofereix una tarifa unificada i un servei integrat a tota l'àrea metropolitana d'Hamburg. Haurà de connectar el sud d'Hamburg (Harburg i Wilhelmsburg i a l'est el barri de Jenfeld. Només el tram cap al pont sobre l'Elba i la futura estació «Elbbrücken» són en construcció. La resta del traçat cap al Kleiner Grasbrook i enllà encara queda hipotètica. Els primers tests geològics pel tram oriental de 2,6 km cap a Horner Geest i Stoltenstrasse han s'han fet el 2016, la construcció hauria de començar el 2019.

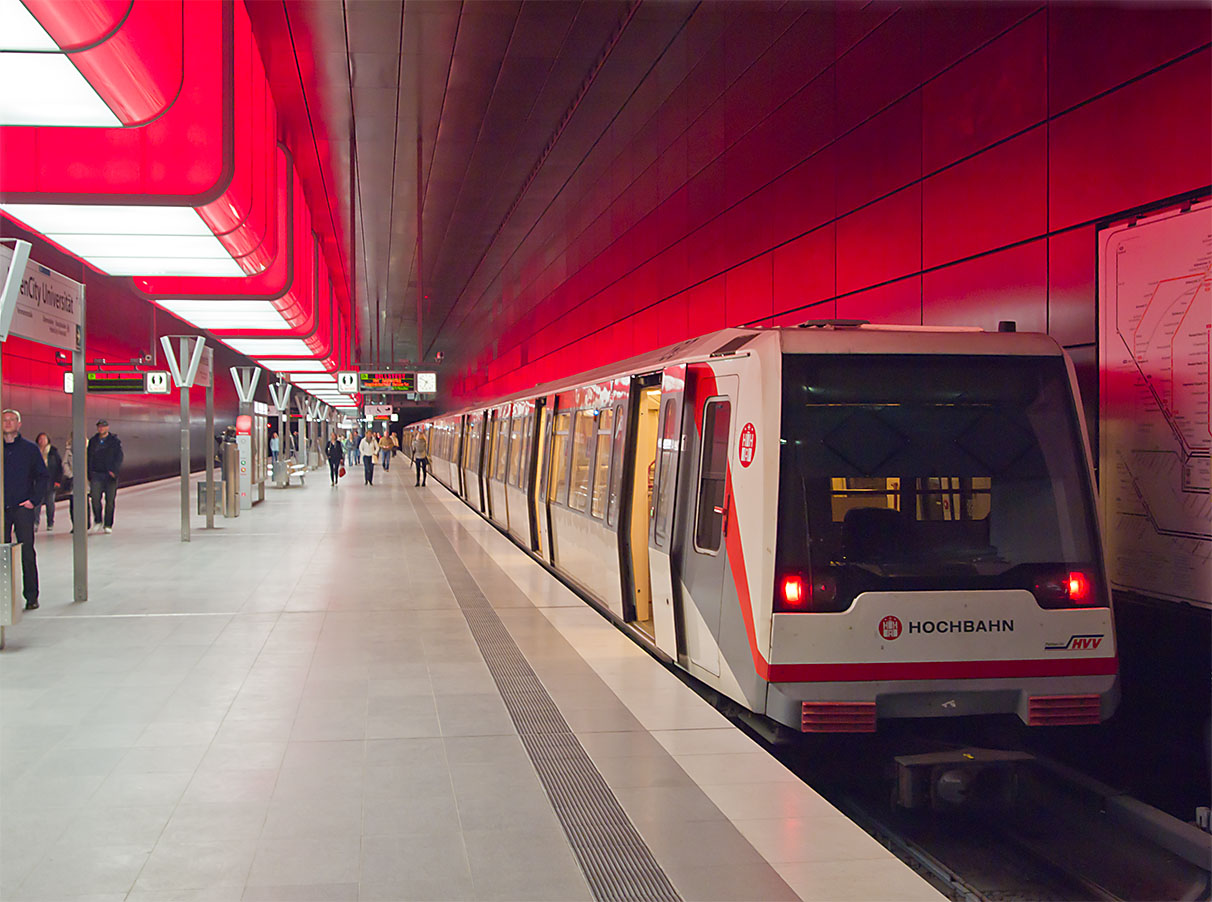
Estació Hafencity Universität
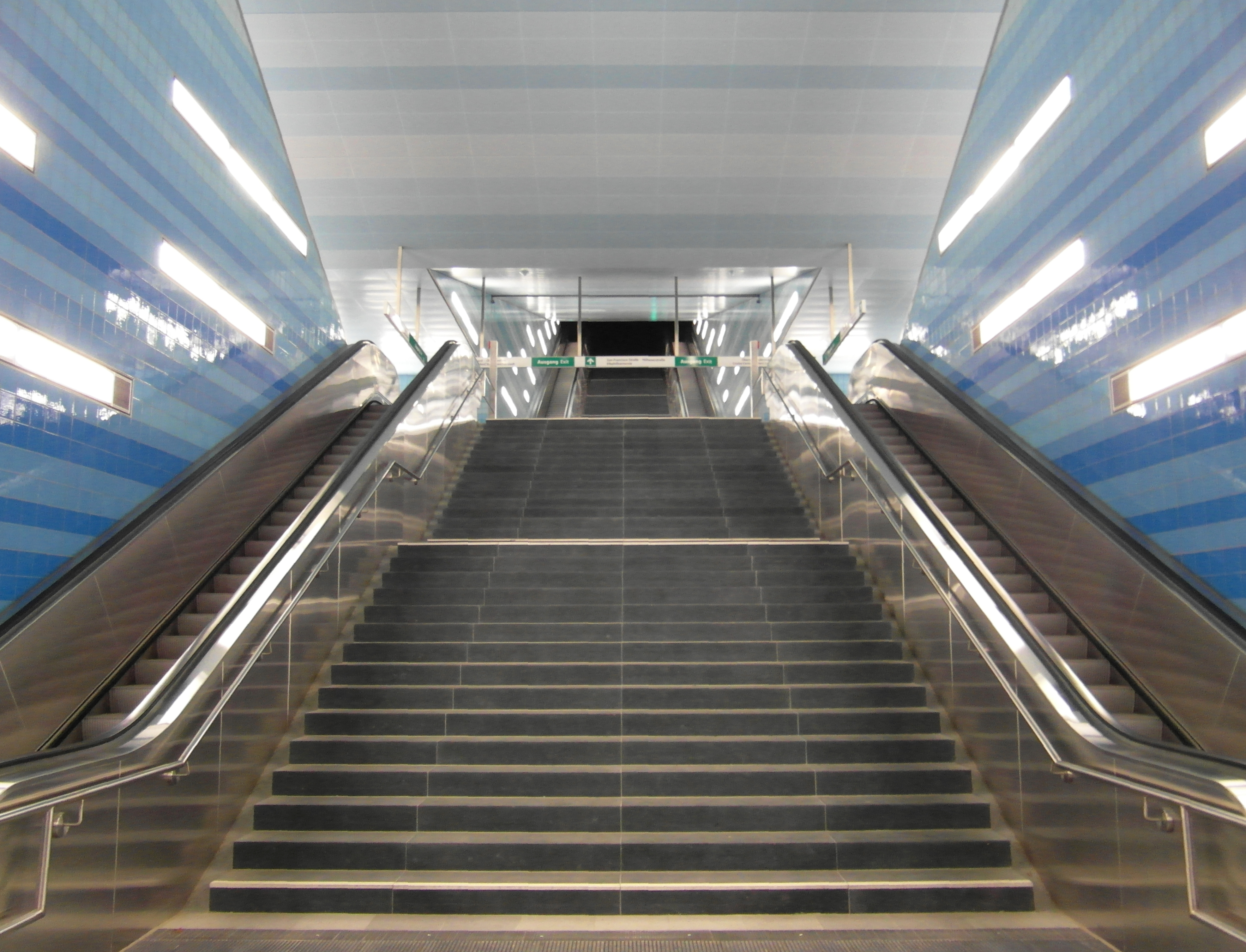
Estació Überseequartier, escala principal
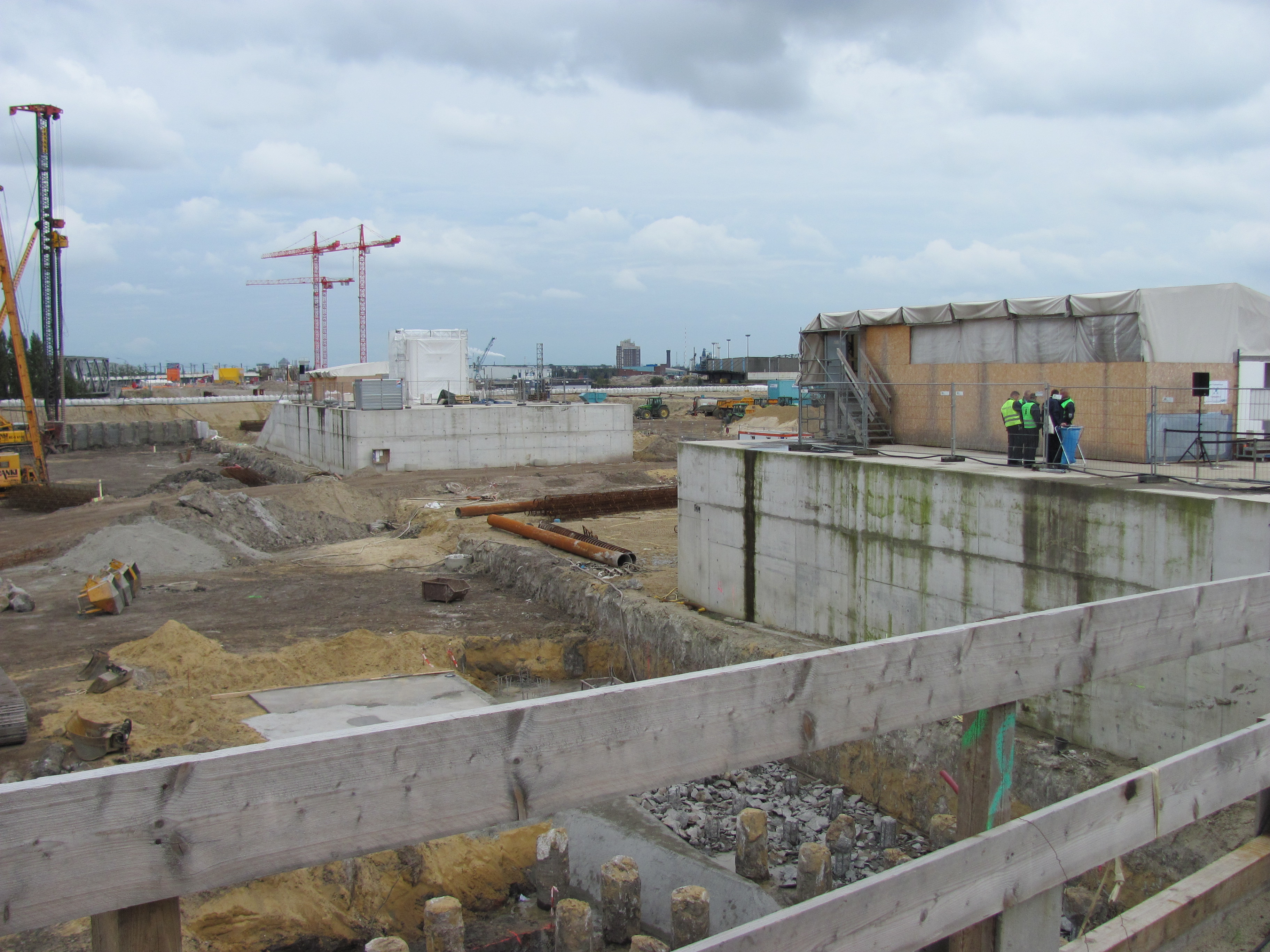
Estació Überseequartier en construcció, 2011